# Blai Mallarach i Güell
Blai Mallarach i Güell   (Olot, 21 d'agost de 1987) és un jugador de waterpolo català.
Format al Club Natació Olot, el 2003, amb setze anys, es va traslladar Club Natació Barcelona. Allí va guanyar dos campionats nacionals, una Copa del Rei i una Copa LEN.
L'estiu del 2011 es va traslladar a Croàcia on juga una temporada al en el Mladost de Zagreb, i en la qual guanya la copa croata. El 2012 marxà a l'Olimpiakós grec amb qui va guanyar tres campionats nacionals i tres copes gregues, en tres temporades.
La temporada 2016-17 fitxà pel Club Natació Atlètic-Barceloneta, aconseguint la Supercopa (2016, 2017, 2018, 2019), la Copa Catalunya (2016, 2017, 2018, 2019), la Copa del Rei (2017, 2018, 2019, 2020) i la Lliga (2017, 2018, 2019, 2020).
Amb la selecció espanyola, ha aconseguit dos medalles d'argent als Jocs Mediterranis de 2009 i als de 2013, dos de plata (2018, 2019) i una de bronze (2006) als Campionats d'Europa, una d'argent a la Lliga mundial (2012), una de bronze a la Copa del Món (2010) i dos d'argent als Campionats del Món (2009, 2019). També ha obtingut el diploma olímpic en els Jocs Olímpics de Londres (2012) i de Rio de Janeiro (2016).